# Out of Depth
Out of Depth es una película británica de suspenso de 2000, dirigida por Simon Marshall, que a su vez la escribió, musicalizada por Barry Adamson, en la fotografía estuvo Adam Suschitzky y los protagonistas son Sean Maguire, Danny Midwinter y Nicholas Ball, entre otros. El filme fue producido por Steon Films Ltd. y se estrenó el 14 de abril de 2000.

## Sinopsis
La madre de Paul Nixon fue atacada por Ed, un ladrón insignificante, entonces él decide llevar a cabo un ajuste de cuentas. Le pide ayuda a un viejo amigo del colegio y a un mafioso.